# Unholy (chanson)
Singles par Sam Smith
Love Me More (en)
(2022)
Singles par Kim Petras
Coconuts (en)
(2021) If Jesus Was a Rockstar (en)
(2022)
Unholy est une chanson de Sam Smith et Kim Petras sortie en 2022.

## Historique

### Écriture et enregistrement
Pendant les cinq années qui suivent leur premier contact, Sam Smith et Kim Petras échangent régulièrement des extraits de chansons mais ne trouvent pas de titre sur lequel collaborer, jusqu'à ce que Sam Smith envoie à Kim Petras une démo de Unholy. Une semaine plus tard, les deux artistes se retrouvent au studio d'enregistrement Capitol Studios pour commencer à travailler le morceau qui sera peaufiné pendant cinq mois.
Au début du mois de mai 2022, Sam Smith réunit à Malibu plusieurs collaborateurs des labels Capitol Music Group et sa filiale Capitol UK, ainsi que son équipe de management pour leur faire écouter les chansons prévues pour son album en préparation. Le titre Unholy est remarqué durant cette cession d'écoute et il est décidé que ce sera le prochain single de l'artiste.

### Sortie et promotion
Sam Smith et Kim Petras commencent à teaser une collaboration sur les réseaux sociaux en août 2022. Suivant une stratégie de communication initiée par le label Capital Music Group, les deux artistes dialoguent avec leurs communautés de fans respectives et les incitent à créer du contenu en utilisant un extrait de la chanson, notamment sur TikTok où un challenge de danse est créé.

## Accueil commercial
Aux États-Unis, la chanson débute en troisième position du Billboard Hot 100 avec 23.2 millions de streams, 12 000 téléchargements et 2.8 millions d'audience radio la semaine de sa sortie. Elle est en deuxième position du classement les deux semaines suivantes avant d'atteindre sa première place dans l'édition datée du 29 octobre 2022, avec 25.3 millions de streams, 19 000 téléchargements et 21.5 millions d'audience radio. C'est le premier numéro un pour les deux artistes dans le top single américain et la première entrée de Kim Petras dans ce classement. Sam Smith devient ainsi le premier artiste ouvertement non-binaire et Kim Petras la première artiste ouvertement transgenre à atteindre la première place du Billboard Hot 100.

## Clip vidéo
Kim Petras, qui est fan de l'actrice Liza Minnelli, soumet à Sam Smith l'idée d'accompagner le titre Unholy d'un clip inspiré par le film Cabaret. Sam Smith aime l'idée et un clip vidéo est tourné dans un théâtre londonien, sous la direction de la réalisatrice italienne Floria Sigismondi. Nabilla Benattia fait une courte apparition à la fin du clip. 